# Kostenkowci
Kostenkowci (bułg. Костенковци) – wieś w Bułgarii, w obwodzie Gabrowo, w gminie Gabrowo. Według danych szacunkowych Ujednoliconego Systemu Ewidencji Ludności oraz Usług Administracyjnych dla Ludności, 15 marca 2016 roku miejscowość liczyła 40 mieszkańców.
W pobliżu wsi znajdują się pozostałości rzymskiej drogi, tracka forteca oraz pomniki członków czety Botewa i pomnik zabitej partyzantki Stefki Conewej. Miejscowość posiada własne czitaliszte, wybudowane w 1926 roku.